# Chapadão do Sul
Chapadão do Sul är en kommun i Brasilien.   Den ligger i delstaten Mato Grosso do Sul, i den södra delen av landet, 600 km sydväst om huvudstaden Brasília. Antalet invånare är 19 654.
Omgivningarna runt Chapadão do Sul är huvudsakligen savann. Runt Chapadão do Sul är det mycket glesbefolkat, med 3 invånare per kvadratkilometer.